# Джиллиан, Энн
Энн Джиллиан (англ. Ann Jillian; род. 29 января 1950) — американская актриса, лауреат премии «Золотой глобус».

## Жизнь и карьера
Энн Джиллиан родилась в Кембридже, штат Массачусетс в семье эмигрантов из Литвы. Когда ей было шесть лет, она вместе с родителями, которые хотели сделать из неё звезду, переехала в Калифорнию. Будучи ребёнком она начала работать на телевидении в различных ситкомах, за что в 1984 году получила специальную премию «Молодой актёр» за карьерные достижения. Будучи слишком высокой чтобы играть роли подруг главных героев в кинофильмах, в семидесятых она часто озвучивала мультфильмы, прежде чем актриса перебралась на бродвейскую сцену, где выступала в ряде мюзиклов, самый успешный из которых Sugar Babies, в котором Джиллиан исполнила центральную роль.
Джиллиан добилась наибольшего успеха в восьмидесятых, в первую очередь благодаря главной роли в ситкоме «Это жизнь», а также недолгим шоу «Дженнифер спала здесь» и «Энн Джиллиан». В 1982 году она получила похвалу от критиков и номинации на за роль Мэй Уэст в одноимённом биографическом телефильме, а после неоднократно номинировалась на «Эмми» за свои роли. Также она снялась в фильмах «Мистер мама» и «Алиса в Стране чудес».
В 1985 году Энн Джиллиан была диагностирована раком молочной железы и покинула свой сериал «Это жизнь». В 1988 году она сыграла роль самой себя в биографическом телефильме «История Энн Джиллиан», ставшим одной из наиболее рейтинговых программ года на телевидении. За эту роль она получила премию «Золотой глобус» за лучшую женскую роль — мини-сериал или телефильм, а также очередную номинацию на «Эмми» за лучшую женскую роль в мини-сериале или фильме. В 1992 году она родила ребёнка и в последующие годы редко появлялась на экране.